# 苗真
苗真，台灣女演員。

## 電視劇
| 年 份  | 頻 道      | 劇 名                      | 飾 演    |
| 2005年 | 三立台灣台 | 《金色摩天輪》             | COCO     |
| 2005年 | 民視       | 《意難忘》                 | 珊妮閨蜜 |
| 2006年 | 衛視中文台 | 《驚異傳奇》明日報         | 美琪     |
| 2008年 | 三立台灣台 | 《戲說台灣》草人的秘密     | 老闆娘   |
| 2008年 | 三立台灣台 | 《真情滿天下》             | 寶寶     |
| 2008年 | 三立台灣台 | 《戲說台灣》紙新娘討翁     | 白秀玉   |
| 2009年 | 廈門衛視   | 《幸福好滋味》             | 苗真     |
| 2009年 | 三立台灣台 | 《天下父母心》             | 秦好     |
| 2009年 | 三立台灣台 | 《鳥來伯與十三姨》         | 蕭天珠   |
| 2013年 | 三立台灣台 | 《天下女人心》             | Betty    |
| 2014年 | 三立台灣台 | 《戲說台灣》灣裡萬年王船   | 蘇慶梅   |
| 2014年 | 三立台灣台 | 《世間情》                 | 苗小穎   |
| 2014年 | 三立台灣台 | 《戲說台灣》子母鬼鳥       | 四媽祖   |
| 2015年 | 三立台灣台 | 《甘味人生》               | 林鈺真   |
| 2015年 | 三立台灣台 | 《珍珠人生》               | 鈴木春子 |
| 2015年 | 三立台灣台 | 《戲說台灣》忘魂水         | 玉女     |
| 2016年 | 台視       | 《加油！美玲》             | Amy      |
| 2017年 | 三立台灣台 | 《戲說台灣》池王爺斬雙鳳女 | 黃水仙   |
| 2017年 | 三立台灣台 | 《戲說台灣》炸彈瓜治癮頭   | 王月娘   |
| 2018年 | 三立台灣台 | 《金家好媳婦》             | 楊晶晶   |
| 2019年 | 三立台灣台 | 《戲說台灣》仙公祖大腳印   | 膨風     |
| 2019年 | 三立台灣台 | 《炮仔聲》                 | 黃麗玲   |
| 2019年 | 大愛電視台 | 《愛的路上我和你》         | 緻燕     |
| 2020年 | 大愛電視台 | 《我家的美好時光》         | 彩雲     |
| 2020年 | 三立台灣台 | 《戲說台灣》女戰神點女乩身 | 二品夫人 |
| 2021年 | 民視       | 《黃金歲月》               | 劉家佳   |
| 2022年 | 大愛電視台 | 《冬菊，沒問題！》         | 唐綠洋   |
| 2023年 | 民視       | 《愛的榮耀》               | 宋淑慧   |
| 2024年 | 三立台灣台 | 《願望》                   | 柯慧玲   |